# WorldNetDaily
『WND』（当初の名称は『WorldNetDaily』）は、アメリカの極右系偽ニュースサイト。デマおよび陰謀論を流布するサイトとして知られる（特にバラク・オバマがアメリカ生まれではないとする虚偽報道で有名）。
1997年5月、Joseph Farahがサイトを開設。Farahは現在サイトの編集長およびCEOを務めている。外部の出版社のコンテンツをまとめて配信するほか、ニュース、社説、オピニオンコラムを掲載している。